# Topobea subbarbata
Topobea subbarbata är en tvåhjärtbladig växtart som beskrevs av John Julius Wurdack. Topobea subbarbata ingår i släktet Topobea och familjen Melastomataceae. Inga underarter finns listade i Catalogue of Life.